# Cormac McCarthy
Cormac McCarthy (20 tháng 7 năm 1933 – 13 tháng 6 năm 2023), tên khai sinh là Charles McCarthy, là nhà văn người Mỹ. Ông là tác giả của 12 cuốn tiểu thuyết, 2 vở kịch, 5 kịch bản phim và 3 truyện ngắn, hầu hết đều được độc giả phương Tây đón nhận. Phong cách của ông điển hình bởi cách miêu tả bạo lực và lối dẫn truyện đặc trưng, ít khi sử dụng các dấu chấm câu cũng như chú thích. Ông được coi là một trong những nhà văn vĩ đại nhất lịch sử nước Mỹ.
Sinh ra tại thủ phủ Providence, Rhode Island, McCarthy lại sống và trưởng thành tại bang Tennessee. Sau một thời gian học tại Đại học Tennessee, ông bỏ dở và gia nhập Không quân Hoa Kỳ. Năm 1965, ông phát hành cuốn tiểu thuyết đầu tay The Orchard Keeper. Với một số giải thưởng nhận được, ông đi du lịch châu Âu và sáng tác tiểu thuyết Outer Dark (1968). Cũng như những tác phẩm trước đó, Suttree (1979) nhận được đánh giá chuyên môn cao nhưng tiếp tục không có thành công về thương mại. Giải thưởng MacArthur Fellows tạo điều kiện để ông trải nghiệm vùng Nam Mỹ, nơi ông tìm hiểu và viết Blood Meridian (1985). Dù ban đầu chỉ có một chút ít đánh giá chuyên môn cũng như thương mại, đây lại được coi là sáng tác thương phẩm và là một trong những tiểu thuyết vĩ đại của nước Mỹ (Great American Novel). 
Phải đến năm 1992, tên tuổi của McCarthy mới được biết đến rộng rãi với tiểu thuyết All the Pretty Horses (1992) qua Giải thưởng Sách quốc gia và Giải thưởng Sách quốc gia bởi hội đồng giám khảo. Hai phần tiếp theo của tác phẩm này là các tiểu thuyết The Crossing (1994) và Cities of the Plain (1998). Tiểu thuyết năm 2005 No Country for Old Men lại gây nhiều tranh cãi. The Road (2006) đưa ông đến vinh quang với Giải Pulitzer cho tác phẩm hư cấu cũng như Giải thưởng văn học James Tait Black.
Nhiều tác phẩm của McCarthy đã được lựa chọn chuyển thể thành phim. Năm 2007, Không chốn dung thân chuyển thể từ No Country for Old Men giành tới 4 giải Oscar, trong đó có hạng mục Phim hay nhất. All the Pretty Horses, The Road và Child of God đều được chuyển thể thành phim cùng tên, trong khi đó Outer Dark được làm thành phim ngắn 15-phút. Ông cũng từng diễn xuất trong bộ phim chuyển thể của The Sunset Limited (2011).
McCarthy làm việc cùng Viện nghiên cứu Santa Fe, nơi ông thực hiện tiểu luận "The Kekulé Problem" (2017) giải thích về tình trạng vô ý thức và nguồn gốc ngôn ngữ của loài người. Kể từ năm 2012, ông là thành viên của Tổ chức triết học Hoa Kỳ. 2 cuốn tiểu thuyết cuối cùng của ông The Passenger và Stella Maris được phát hành vào năm 2022.
Ông qua đời vì nguyên nhân tự nhiên tại nhà riêng ở Santa Fe vào ngày 13 tháng 6 năm 2023, hưởng thọ 89 tuổi. Stephen King cho biết ông "có lẽ là tiểu thuyết gia người Mỹ vĩ đại nhất trong thời đại của tôi... Ông ấy đã có nhiều năm và đã tạo ra một tác phẩm tuyệt vời, nhưng tôi vẫn thương tiếc cho sự ra đi của ông ấy."

## Tác phẩm
- The Orchard Keeper (1965), tiểu thuyết
- Outer Dark (1968), tiểu thuyết
- Child of God (1973), tiểu thuyết
- Suttree (1979), tiểu thuyết
- Blood Meridian or the Evening Redness in the West (1985), tiểu thuyết
- All the Pretty Horses (Những con tuấn mã, 1992), tiểu thuyết (tập 1 Bộ ba Border)
- The Crossing (Vượt lằn ranh, 1994), tiểu thuyết (tập 2 Bộ ba Border)
- The Stonemason (1995), kịch
- The Gardener's Son (1996), kịch bản phim
- Cities of the Plain (Thành phố vùng thảo nguyên, 1998), tiểu thuyết (tập 3 Bộ ba Border)
- No Country for Old Men (Không chốn nương thân, 2005), tiểu thuyết
- The Road (Con đường, 2006), tiểu thuyết
- The Sunset Limited (2006), kịch
- The Counselor (2013), kịch bản phim